# Dance Dance Revolution Hottest Party 2
Dance Dance Revolution Hottest Party 2, más tarde publicado como Dance Dance Revolution Furu Furu Party (ダンスダンスレボリューション フルフル♪パーティー Dansu Dansu Reboryūshon Furu Furu Pātī) en Japón, fue anunciado por Konami el 15 de mayo de 2008 como parte de la celebración del décimo aniversario de Dance Dance Revolution. Hottest Party 2 presenta la misma jugabilidad que la primera Hottest Party y presenta nuevos modos de juego, trucos, personajes y mejoras gráficas. El juego también incluye una banda sonora totalmente nueva con música licenciada de las últimas cuatro décadas, así como los nuevos Originales Konami. Hottest Party 2 fue lanzado el 16 de septiembre de 2008 en Norteamérica. El 9 de diciembre de 2008 se inauguró un sitio web para la versión japonesa con nuevas imágenes del juego.

## Desarrollo
Dance Dance Revolution Hottest Party 2 fue anunciado el 15 de mayo de 2008 junto con Dance Dance Revolution Universe 3 y Dance Dance Revolution X por Konami en el sitio web de la comunidad DDR Online como parte del Día del Juego 2008. Una secuela de la Dance Dance Revolution Hottest Party, Hottest Party 2 presenta muchas mejoras. Konami promete una banda sonora totalmente nueva con música de las "últimas cuatro décadas", soporte más innovador para el mando de Wii y el Nunchuk, modo multijugador para cuatro jugadores y nuevos modos de juego. Hottest Party 2 cuenta con un rango de dificultad que permite a los nuevos jugadores y bailarines experimentados disfrutar del juego. El soporte Mii se añadirá al juego, permitiendo a los jugadores incorporar sus avatares Mii en la pista de baile. Los cursos, un modo incluido en la serie Dance Dance Revolution, se presentarán por primera vez en la Wii. Los trucos de baile como Triple Stomp y Dance N' Defend Battle Mode añadirán nuevas dinámicas a la jugabilidad estándar. Se presentarán nuevos personajes de baile y los bailarines mostrarán movimientos de baile realistas que los jugadores pueden ver y practicar en modo especial. Nuevos escenarios de baile con mayor detalle se añadirán al juego, más de 50 ambientes para que los personajes bailen en total. Konami también anunció una muestra de la música que se incluirá en Hottest Party 2, incluyendo portadas de "Black or White" de Michael Jackson,"Umbrella" de Rihanna,"We Got the Beat" de The Go-Go' s, y la inclusión del D. A. N. C. E. de Justice. Junto al anuncio, Konami lanzó un avance y una serie de capturas de pantalla del juego.
El 1 de agosto de 2008, el sitio web de Dance Dance Revolution Hottest Party 2 teaser fue actualizado con un nuevo tráiler que revela información adicional sobre el próximo juego, junto con la nueva canción "Into Your Heart", del productor de series Naoki Maeda. Los bailarines actualizados con nuevos movimientos de baile, junto con los escenarios detallados con iluminación de estilo club, las paredes de video y multitudes en vivo, nuevos trucos que reducen el tamaño de las flechas en pantalla en diversos grados, la primera aparición del modo de entrenamiento en la Wii, Dance N' Defend Battle Mode en acción y el personaje de 360 grados de baile espectador.

## Jugabilidad
La jugabilidad del juego se mantiene relativamente inalterada con respecto al juego original, ya que los jugadores deben pisar las flechas marcadas en el mando de un pad de baile, o agitar el mando a distancia o el Nunchuck de Wii cuando la flecha o el marcador de mano correspondiente pasa a través de un conjunto de flechas estáticas en la pantalla al compás de una canción. Cuando se juega con el mando de Wii, una "combinación de manos" separada conectada a la barra salvavidas aumenta si el jugador puede mantener el ritmo de la canción con el mando mientras está en juego. Estos combos de mano pueden añadir un bonus a la puntuación del jugador cuando se alcanza un marcador de mano.
Los nuevos modos en Hottest Party 2 incluyen un modo de batalla y el "Groove Arena", una versión actualizada del circuito Groove de la versión anterior. Como en el juego anterior, las canciones también pueden contener flechas especiales con comportamientos únicos. Nuevos trucos de flecha en Hottest Party 2 incluyen flechas que rebotan cuando son golpeadas y deben ser golpeadas tres veces para que desaparezcan completamente, y flechas que sólo aparecen de repente.

## Música
Las canciones en amarillo son licencias, las canciones en blanco son Originales de Konami, las canciones en rojo son "canciones de jefes", y las canciones en verde aparecen en los juegos existentes. Las canciones con candados al lado están bloqueadas hasta que se cumplen ciertas condiciones en el juego, y las canciones con una claqueta al lado tienen videos musicales.
| Dance Dance Revolution Hottest Party 2 soundtrack | Dance Dance Revolution Hottest Party 2 soundtrack | Dance Dance Revolution Hottest Party 2 soundtrack |                                                      |
|                                                   | Canción                                           | Artista                                           | Originalmente por                                    |
| ------------------------------------------------- | ------------------------------------------------- | ------------------------------------------------- | ---------------------------------------------------- |
|                                                   | Black or White                                    | Prince Royal                                      | Michael Jackson                                      |
|                                                   | Makes Me Wonder                                   | Sunshine Superman                                 | Maroon 5                                             |
|                                                   | Tribulations                                      | LCD Soundsystem                                   | LCD Soundsystem                                      |
|                                                   | D.A.N.C.E.                                        | Justice                                           | Justice                                              |
|                                                   | Everybody Dance                                   | TSMV                                              | Chic                                                 |
|                                                   | You're the One That I Want                        | Dave V & Taya                                     | John Travolta &Olivia Newton-John                    |
|                                                   | All Good Things (Come to an End)                  | Hamel & Naughty G.                                | Nelly Furtado                                        |
|                                                   | Come Rain Come Shine                              | Jenn Cuneta                                       | Jenn Cuneta                                          |
|                                                   | I Ran                                             | Spacebar vs. Naughty G.                           | A Flock of Seagulls                                  |
|                                                   | Red Alert                                         | Basement Jaxx                                     | Basement Jaxx                                        |
|                                                   | Bust a Move                                       | Young MC                                          | Young MC                                             |
|                                                   | Can't Help Falling in Love                        | Cut N Edge                                        | Elvis Presley                                        |
|                                                   | Feel Together                                     | Mickey Disco                                      | Ben Macklin & Tiger Lily                             |
|                                                   | My Destiny                                        | Asher                                             | Kim English                                          |
|                                                   | Nite-Runner                                       | Fraz                                              | Duran Duranfeaturing Justin Timberlake and Timbaland |
|                                                   | Obsession                                         | Brooklyn Fire                                     | Animotion                                            |
|                                                   | Umbrella                                          | Haley Hunt                                        | Rihanna & Jay-Z                                      |
|                                                   | Walking on Sunshine                               | The Flash                                         | Katrina and the Waves                                |
|                                                   | We Got the Beat                                   | Pop n' Fresh                                      | The Go-Go's                                          |
|                                                   | I Want Candy                                      | Pop n' Fresh                                      | The Strangeloves                                     |
|                                                   | Call On Me                                        | Flow                                              | Eric Prydz                                           |
|                                                   | Don't You (Forget About Me)                       | NuFoundation                                      | Simple Minds                                         |
|                                                   | Five O'Clock                                      | Flow                                              | The Perceptionists                                   |
|                                                   | Scramble                                          | System 7                                          | System 7                                             |
|                                                   | Tootsee Roll                                      | The Block Brothers & Hollywood J                  | 69 Boyz                                              |
|                                                   | Lesson by DJ                                      | U.T.D & Friends                                   | U.T.D & Friends                                      |
|                                                   | Lesson2 by DJ                                     | MC DDR                                            | MC DDR                                               |
|                                                   | Open Your Eyes                                    | NM feat. JaY_bEe (JB Ah-Fua)                      | NM feat. JaY_bEe (JB Ah-Fua)                         |
|                                                   | Settin' the Scene                                 | U1 Night Style                                    | U1 Night Style                                       |
|                                                   | Stay (Joey Riot Remix)                            | Danny D                                           | Danny D                                              |
|                                                   | Unity                                             | The Remembers                                     | The Remembers                                        |
|                                                   | Dreamin'                                          | Tomosuke feat. Adreana                            | Tomosuke feat. Adreana                               |
|                                                   | My Love                                           | NM feat. Melissa Petty                            | NM feat. Melissa Petty                               |
|                                                   | The Lonely Streets                                | DJ Yoshitaka feat. Robert "RAab" Stevenson        | DJ Yoshitaka feat. Robert "RAab" Stevenson           |
|                                                   | I Want Your Love (Darwin Remix)                   | Gav                                               | Gav                                                  |
|                                                   | Escape                                            | U1 & Krystal B                                    | U1 & Krystal B                                       |
|                                                   | No Matter What                                    | Jun feat. Rita Boudreau                           | Jun feat. Rita Boudreau                              |
|                                                   | We Can Win the Fight                              | D-crew feat. Matt Tucker                          | D-crew feat. Matt Tucker                             |
|                                                   | Into Your Heart (Ruffage Remix)                   | Naoki feat. Yasmine                               | Naoki feat. Yasmine                                  |
|                                                   | Just Believe                                      | Lea Drop feat. Marissa Ship                       | Lea Drop feat. Marissa Ship                          |
|                                                   | Loving You (Epidemik Remix)                       | Toni Leo                                          | Toni Leo                                             |
|                                                   | Super Hero                                        | DJ Yoshitaka feat. Michaela Thurlow               | DJ Yoshitaka feat. Michaela Thurlow                  |
|                                                   | Desert Journey                                    | DJ Taka                                           | DJ Taka                                              |
|                                                   | Racing with Time (Naoki's 999 Remix)              | Jun feat. Godis (Heather Twede)                   | Jun feat. Godis (Heather Twede)                      |
|                                                   | Reach the Sky (Orbit1 Remix)                      | Taya                                              | Taya                                                 |
|                                                   | Closer to my Heart (Jun Remix)                    | NM feat. Heather Elmer                            | NM feat. Heather Elmer                               |
|                                                   | Habibe (Antuh Muhleke)                            | Wendy Parr                                        | Wendy Parr                                           |
|                                                   | Somehow You Found Me                              | Digi-Seq-Band 2000                                | Digi-Seq-Band 2000                                   |
|                                                   | Kyoka-Suigetsu-Row (DDR Edition)                  | Terra feat. Uchusentai Noiz                       | Terra feat. Uchusentai Noiz                          |
|                                                   | Silver★Dream                                      | Jun                                               | Jun                                                  |
|                                                   | Osaka Evolved -Maido, Ohkini!-                    | Naoki Underground                                 | Naoki Underground                                    |

| Banda sonora de Dance Dance Revolution Furu Furu Party | Banda sonora de Dance Dance Revolution Furu Furu Party | Banda sonora de Dance Dance Revolution Furu Furu Party |
| Canción                                                | Artista                                                |                                                        |
| ------------------------------------------------------ | ------------------------------------------------------ | ------------------------------------------------------ |
| "All Good Things (Come to an End)"                     | Hamel & Naughty G (Cover de Nelly Furtado)             |                                                        |
| "アナタボシ"                                           | EG-PROJECT                                             |                                                        |
| "Bigger Than Big (Original Vocal Mix)"                 | Super Mal feat. Luciana                                |                                                        |
| "Black or White"                                       | Prince Royal (Cover of Michael Jackson)                |                                                        |
| "Break the Chain"                                      | Tourbillon                                             |                                                        |
|                                                        | "Bust a Move"                                          | Young MC                                               |
| "Can't Help Falling In Love With You"                  | Cut N Edge (Cover of Elvis Presley)                    |                                                        |
| "CRAZY GONNA CRAZY"                                    | TRF                                                    |                                                        |
| "炎神戦隊ゴーオンジャー"                               | EG-PROJECT                                             |                                                        |
| "HOUSE NATION feat. LISA"                              | ravex                                                  |                                                        |
| "I Ran"                                                | Spacebar vs. Naughty G (Cover of A Flock of Seagulls)  |                                                        |
| "Makes Me Wonder"                                      | Sunshine Superman (Cover of Maroon 5)                  |                                                        |
| "Our Song"                                             | Shinichi Osawa                                         |                                                        |
| "Purple Line"                                          | 東方神起                                               |                                                        |
| "Superstar"                                            | tomboy                                                 |                                                        |
| "Umbrella"                                             | Haley Hunt (Cover of Rihanna & Jay-Z)                  |                                                        |
| "resonance"                                            | NAOKI-EX (Cover of T.M.Revolution)                     |                                                        |
| "Walking on Sunshine"                                  | The Flash (Cover of Katrina and the Waves)             |                                                        |
| "We Got the Beat"                                      | Pop n' Fresh (Cover of The Go-Go's)                    |                                                        |
| "Brilliant 2U"                                         | NAOKI                                                  |                                                        |
| "CELEBRATE NIGHT"                                      | NAOKI                                                  |                                                        |
| "FREE"                                                 | NM PRESENTS (Cover of Song Freedom by BeForU)          |                                                        |
| "Lesson by DJ"                                         | U.T.D. & Friends                                       |                                                        |
| "Lesson2 by DJ (Japanese Version)"                     | MC DDR                                                 |                                                        |
| "Keep on movin'"                                       | NM                                                     |                                                        |
| "NO CRIME"                                             | Shanadoo                                               |                                                        |
|                                                        | "Closer to my Heart (jun remix)"                       | NM feat. Heather Elmer                                 |
|                                                        | "Desert Journey"                                       | dj TAKA                                                |
|                                                        | "Dreamin'"                                             | TOMOSUKE feat. Adreana                                 |
|                                                        | "escape"                                               | U1 & Krystal B                                         |
|                                                        | "Habibe (Antuh muhleke)"                               | Wendy Parr                                             |
|                                                        | "I WANT YOUR LOVE (Darwin remix)"                      | GAV                                                    |
|                                                        | "INTO YOUR HEART (Ruffage remix)"                      | NAOKI feat. YASMINE                                    |
|                                                        | "JUST BELIEVE"                                         | Lea Drop feat. Marissa Ship                            |
|                                                        | "鏡花水月楼 (DDR EDITION)"                             | TЁЯRA feat. 宇宙戦隊NOIZ                               |
|                                                        | "LOVING YOU (Epidemik remix)"                          | TONI LEO                                               |
|                                                        | "My Love"                                              | NM feat. Melissa Petty                                 |
|                                                        | "No Matter What"                                       | jun feat. Rita Boudreau                                |
|                                                        | "Open Your Eyes"                                       | NM feat. JaY_bEe (JB Ah-Fua)                           |
|                                                        | "Racing with Time （NAOKI's 999 remix）"               | jun feat.Godis (Heather Twede)                         |
|                                                        | "REACH THE SKY (Orbit1 remix)"                         | TAYA                                                   |
|                                                        | "Settin' the Scene"                                    | U1 night style                                         |
|                                                        | "Somehow You Found Me"                                 | DIGI-SEQ-BAND2000                                      |
|                                                        | "STAY (Joey Riot remix)"                               | DANNY D                                                |
|                                                        | "SUPER HERO"                                           | DJ YOSHITAKA feat. Michaela Thurlow                    |
|                                                        | "The Lonely Streets"                                   | DJ Yoshitaka feat. Robert "RAab" Stevenson             |
|                                                        | "Unity"                                                | The Remembers                                          |
|                                                        | "We Can Win the Fight"                                 | D-crew feat. Matt Tucker                               |
|                                                        | "osaka EVOLVED -毎度、おおきに！-"                     | NAOKI underground                                      |
|                                                        | "SILVER☆DREAM"                                         | jun                                                    |

### Disco de banda sonora
La banda sonora original de FuruFuru Party fue incluida con la banda sonora original de Dance Dance Revolution X, y fue lanzada el 29 de enero de 2009. Era parte de los paquetes de pre-pedido para la versión PlayStation 2 de DDR X en Japón, que se publicó el mismo día.

## Compatibilidad
Se ha descubierto que el DDR Hottest Party 2 no es compatible con algunas alfombras de baile de tercera parte hechas para Dance Dance Revolution Mario Mix y alfombras de tercera parte hechas para Dance Dance Revolution Hottest Party. Los convertidores de cable, como los hechos por DDR Game, existen para sortear este problema. Es compatible con la mayoría de las almohadillas Gamecube, incluso cuando se usa como 2º/3 / 4 º jugador.

## Recepción
Durante su presentación en la E3 2008, los críticos elogiaron a Hottest Party 2 por su facilidad de juego. Chris Watters de GameSpot pensó que los modos de entrenamiento serían útiles para que los jugadores más nuevos aprendieran los fundamentos del juego, y mientras que Lucas M. de IGN. Thomas notó que Hottest Party 2 no era "drásticamente diferente" de la versión anterior (continuando con un modelo de publicar cuotas anuales con un mayor énfasis en nuevos contenidos en lugar de hacer cambios más grandes en el juego), todavía sentía que el juego seguía siendo tan accesible para los nuevos jugadores como entradas anteriores en la franquicia, y comentó sarcásticamente que la habilidad de tener cabezas Mii en cuerpos realistas como los bailarines "no parecía nada preocupante".
1UP. com otorgó a Hottest Party 2 una calificación "B", concluyendo que el juego "tiene éxito en varias áreas donde la versión del año pasado se quedó corta". Los elogios específicos fueron a su uso de coreografía completa para los personajes en pantalla en lugar de movimientos aleatorios, y a su banda sonora contenía menos canciones "genéricas" que el juego anterior. El modo Battle del juego se consideraba una experiencia de "pesadilla positiva", y el modo Groove Arena se distinguió por proporcionar una "gratificante sensación de progreso" a través de su ritmo de proporcionar nuevos contenidos.
Jesse Littlefield de WorthPlaying. com le dio al juego un 6.6/10, lo que complementa algunas de las adiciones al juego y al soporte del Wii Remote. Sin embargo, los escenarios y personajes fueron apodados "pobremente detallados" y las canciones cubiertas fueron declaradas "subestándar", aunque los Originales Konami fueron considerados la "mejor mitad" de la banda sonora. La falta de juego en línea también fue criticada.